# Jarrod Uthoff
Jarrod Reed Uthoff (Cedar Rapids, Iowa, 19 de mayo de 1993) es un baloncestista estadounidense que pertenece a la plantilla del Pallacanestro Trieste de la Lega Basket Serie A. Con 2,06 metros de estatura, juega en la posición de ala-pívot.

## Trayectoria deportiva

### Universidad
Jugó  tres temporadas con los Hawkeyes de la Universidad de Iowa, en las que promedió 13,0 puntos, 5,8 rebotes y 1,2 asistencias por partido. En 2016 fue incluido en el mejor quinteto de la Big Ten Conference y en el mejor quinteto defensivo tras liderar a su equipo en anotación, con 18,9 puntos por partido, y en tapones, con 2,5. Fue también incluido en el segundo quinteto All-American consencuado.

### Profesional
Tras no ser elegido en el Draft de la NBA de 2016, se unió a los Sacramento Kings para disputar las Ligas de Verano. El 2 de agosto fichó por los Toronto Raptors, pero fue despedido 20 días después tras participar en un único partido de pretemporada.
El 30 de octubre fue adquirido por los Raptors 905 como jugador afiliado de los Raptors. El 9 de marzo de 2017 firmó contrato por diez días con los Dallas Mavericks de la NBA, debutando al día siguiente ante los Brooklyn Nets, en un partido en el que jugó dos minutos.
[actualizar]
En julio de 2022 se marcha a Japón a firmar por los Kyoto Hannaryz de la B.League.
El 27 de julio de 2024 firmó con el Pallacanestro Trieste de la Lega Basket Serie A italiana.

## Estadísticas

### Temporada regular
| Año     | Equipo     | PJ | PT | MPP  | %TC  | %3P  | %TL   | RPP | APP | ROB | TPP | PPP |
| ------- | ---------- | -- | -- | ---- | ---- | ---- | ----- | --- | --- | --- | --- | --- |
| 2016-17 | Dallas     | 9  | 0  | 12.8 | .421 | .333 | .714  | 2.6 | 1.0 | .2  | .4  | 4.4 |
| 2019-20 | Memphis    | 4  | 0  | 3.5  | .143 | .000 | 1.000 | .3  | .0  | .3  | .0  | 1.0 |
| 2019-20 | Washington | 3  | 0  | 13.0 | .545 | .600 | .000  | 1.7 | .0  | .0  | .0  | 5.0 |
| Total   | Total      | 16 | 0  | 10.5 | .411 | .333 | .778  | 1.8 | .6  | .2  | .3  | 3.7 |